# Flatocerus chishuiensis
Flatocerus chishuiensis är en insektsart som beskrevs av Zheng, Z. och Zizhong Li 2006. Flatocerus chishuiensis ingår i släktet Flatocerus och familjen torngräshoppor. Inga underarter finns listade i Catalogue of Life.